# Káposztásszentmiklós
Káposztásszentmiklós (románul Nicolești) falu Romániában, Maros megyében. Közigazgatásilag Nyárádkarácson községhez tartozik.

## Fekvése
A falu a Maros-melléki dombvidék északi szegélyén, a Göbec és a Bancsi patakok összefolyásánál fekszik.

## Nevének eredete
Valószínűleg templomának védőszentjéről Szent Miklósról kapta a nevét. Korábban a Kórodszentmiklós nevet viselte.

## Története
- 1332-ben Sancto Nicolao néven említik. 1910-ben 646, túlnyomórészt magyar lakosa volt. A trianoni békeszerződésig Maros-Torda vármegye Marosi alsó járásához tartozott.
- 1966-ban Nyárádkarácsonhoz csatolták.
- 2006-ban újból különálló településsé alakul a községen belül.[2][3]

## Látnivalók
- Református temploma 13. századi eredetű, egyik téglájába egykor 1202-es évszám volt bevésve és freskók is díszítették. Később sok átalakításon ment keresztül. Tornyát 1858-ban építették.
- A falunak ortodox temploma is van.

## Híres emberek
- Itt született 1895-ben Kiss Elek karmester, zeneszerző.